# Соасон
Соасо̀н  (на френски: Soissons) е град във Франция. Намира се в департамент Ен на регион О дьо Франс, на 90 км от Париж по поречието на река Ен. Второкласна крепост. Жителите му наброяват 28 471 (2007).

## Личности
Родени
- Орор Клеман (р. 1945), френска актриса
- Хлотар I (р. 497), Франкски крал от рода на Меровингите